# Séisme de 2015 à Sabah
Séisme de 2015 à Sabah est un tremblement de terre qui s'est produit à Sabah, en Malaisie, le 5 juin 2015. La magnitude était de 6,0. Dix-huit personnes ont été tuées dans le séisme.